# Шедвелл (станція)
51°30′40″ пн. ш. 0°03′25″ зх. д. / 51.5112° пн. ш. 0.0569° зх. д.
Шедвелл (англ. Shadwell) — станція Східно-Лондонської лінії London Overground у Шедвелл, Східний Лондон. Станція знаходиться між станціями Вайтчепелем на півночі та Ваппінгом на півдні, у ІІ тарифній зоні.

## Конструкція
Однопрогінна станція з двома береговими платформами.

## Історія
- 10 квітня 1876: відкриття станції як Шедвелл у складі Східно-Лондонської залізниці
- 1 жовтня 1884: станцію передано під оруду District Railway and Metropolitan Railway.
- 1 липня 1900: станцію перейменовано на Шедвелл-енд-Сент-Джордж-ін-зе-Іст
- 1918: станції повернено первісну назву
- 22 грудня 2007: зачинення станції
- 27 квітня 2010: відновлення трафіку через станцію

## Пересадки
- Автобуси London Buses: 100, 339 та D3[4]
- На станцію Шедвелл, Доклендське легке метро

## Послуги
| Попередня станція | Лінія | Лінія                                     | Лінія | Наступна станція |
| ----------------- | ----- | ----------------------------------------- | ----- | ---------------- |
| Вайтчепел         |       | London Overground Східно-Лондонська лінія |       | Ваппінг          |